# ویلیام لاد
 ویلیام لاد (انگلیسی: William Laud؛ ۷ اکتبر ۱۵۷۳ – ۱۰ ژانویهٔ ۱۶۴۵) یک قدیس مسیحی اهل بریتانیا بود.